# Loui Eriksson
Loui William Eriksson (* 17. Juli 1985 in Göteborg) ist ein ehemaliger schwedischer Eishockeyspieler, der im Verlauf seiner aktiven Karriere zwischen 2001 und 2023 unter anderem annähernd 1.100 Spiele für die Dallas Stars, Boston Bruins, Vancouver Canucks und Arizona Coyotes in der National Hockey League (NHL) auf der Position des linken Flügelstürmers bestritten hat. Mit der schwedischen Nationalmannschaft gewann Eriksson die Goldmedaille bei der Weltmeisterschaft 2013 sowie die Silbermedaille bei den Olympischen Winterspielen 2014.

## Karriere
Loui begann beim Lerum BK mit dem Eishockey und spielte mit elf Jahren schon mit 16-Jährigen. Schon als Jugendlicher wechselte er zu Västra Frölunda HC. Mit Frölunda startete er dann auch seine Profikarriere in der schwedischen Elitserien. Er wurde beim NHL Entry Draft 2003 in der zweiten Runde als 33. von den Dallas Stars ausgewählt. Daraufhin spielte er in der Saison 2005/06 bei den Iowa Stars in der American Hockey League (AHL), wo er in 78 Spielen 31 Tore und 29 Assists verbuchen konnte. In der darauffolgenden Saison rückte er zu den Dallas Stars in die National Hockey League (NHL). In der Saison 2006/07 kam er 59-mal zum Einsatz, wobei er sechs Tore erzielte und 13 Assists gab. In den Playoffs verbuchte er in vier Spielen einen Assist. Ab diesem Zeitpunkt gehörte er zum festen Kader des Teams und bildete gemeinsam mit Brad Richards und James Neal die erste Sturmreihe. Nach Abschluss der regulären Saison 2010/11 wurde Eriksson gemeinsam mit Nicklas Lidström und Martin St. Louis für die Lady Byng Memorial Trophy nominiert.
Während des NHL-Lockouts wurde der Schwede im Dezember 2012 vom HC Davos aus der Schweizer National League A (NLA) verpflichtet. Im Juli 2013 wurde er gemeinsam mit Joe Morrow, Reilly Smith und Matt Fraser im Austausch für Tyler Seguin, Rich Peverley und Ryan Button zu den Boston Bruins transferiert. Nach drei Jahren in Boston erhielt er nach der Saison 2015/16 keinen neuen Vertrag von den Bruins, sodass er sich im Juli 2016 als Free Agent den Vancouver Canucks anschloss. Er unterzeichnete dort einen Vertrag über sechs Jahre Laufzeit, der ihm ein Jahresgehalt von sechs Millionen US-Dollar einbringen soll. In Vancouver gelang es Eriksson jedoch nicht, an seine vorherigen Leistungen anzuknüpfen. Nach fünf Jahren wurde er im Juli 2021 samt Jay Beagle und Antoine Roussel, einem Erstrunden-Wahlrecht für den NHL Entry Draft 2021, einem Zweitrunden-Wahlrecht für den NHL Entry Draft 2022 sowie einem Siebtrunden-Wahlrecht für den NHL Entry Draft 2023 an die Arizona Coyotes abgegeben. Im Gegenzug erhielten die Canucks Oliver Ekman Larsson und Conor Garland.
Im Dezember 2021 bestritt Eriksson sein insgesamt 1000. Spiel der regulären Saison in der NHL. Nach der Saison 2021/22 wurde sein auslaufender Vertrag in Arizona nicht verlängert, woraufhin er im November 2022 zu seinem Stammverein Frölunda HC zurückkehrte. Sein dortiger Vertrag lief bis zum Ende der Spielzeit 2022/23. Danach beendete der 37-Jährige seine aktive Karriere.

### International
Bei der Weltmeisterschaft 2013 in Stockholm und Helsinki war Eriksson erneut Teil der Nationalmannschaft und gewann mit dieser die Goldmedaille. Bei den Olympischen Spielen 2014 gewann er mit der schwedischen Nationalmannschaft die Silbermedaille. Des Weiteren vertrat er sein Heimatland beim World Cup of Hockey 2016 und erreichte dort mit dem Team den dritten Platz.

## Erfolge und Auszeichnungen
| - 2002 J18-Allsvenskan-Meister mit dem Västra Frölunda HC - 2002 J20-SuperElit-Meister mit dem Västra Frölunda HC - 2003 J18-Allsvenskan-Meister mit dem Västra Frölunda HC - 2003 J20-SuperElit-Meister mit dem Västra Frölunda HC | - 2004 Årets nykomling - 2005 J20-SuperElit-Meister mit dem Frölunda HC - 2005 Schwedischer Meister mit dem Frölunda HC - 2011 Teilnahme am NHL All-Star Game |

### International
- 2009 Bronzemedaille bei der Weltmeisterschaft
- 2011 Silbermedaille bei der Weltmeisterschaft
- 2013 Goldmedaille bei der Weltmeisterschaft
- 2014 Silbermedaille bei den Olympischen Winterspielen

## Karrierestatistik

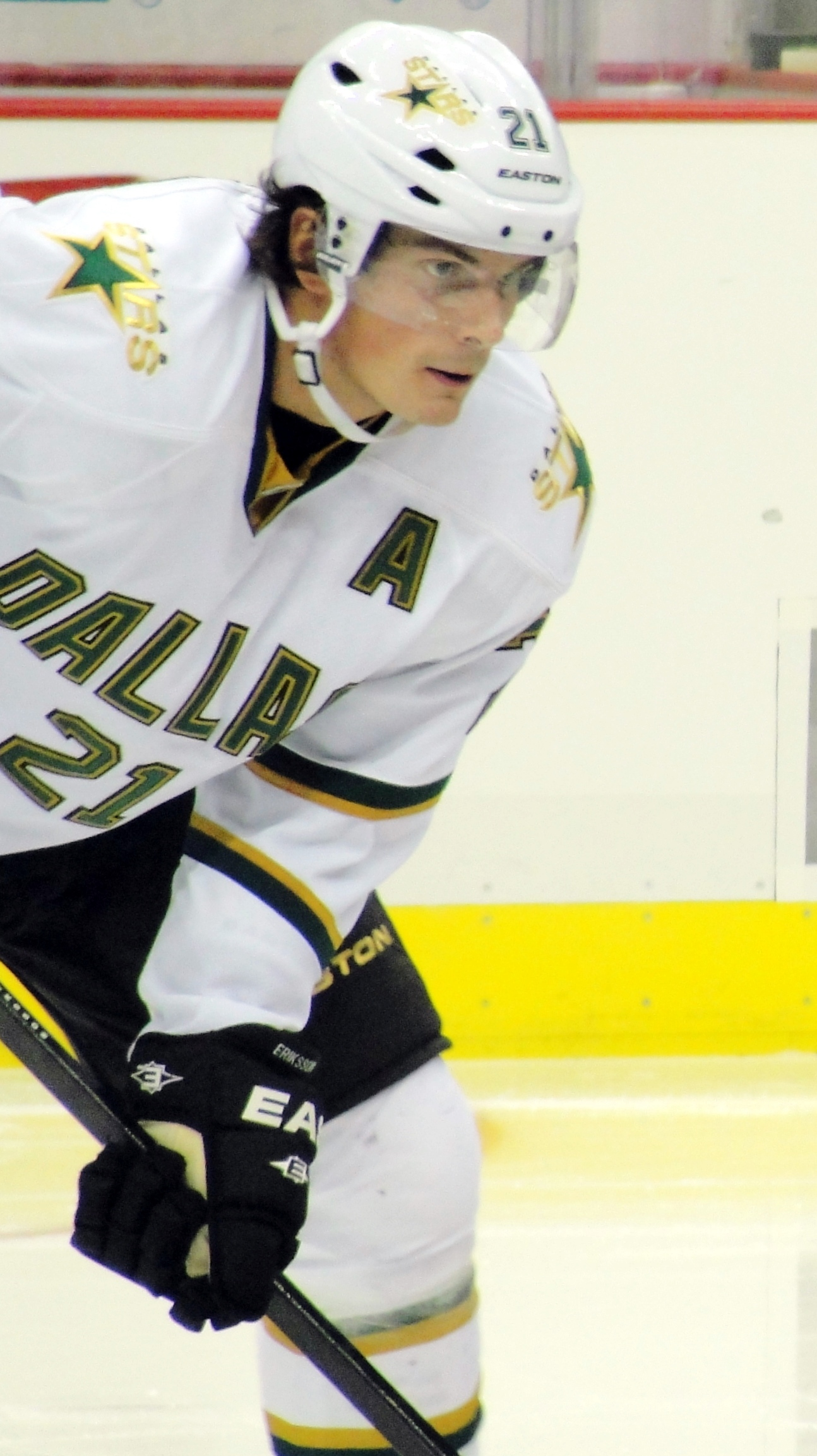
Eriksson im Trikot der Dallas Stars (2011)

### International
Vertrat Schweden bei:
| - U18-Junioren-Weltmeisterschaft 2003 - U20-Junioren-Weltmeisterschaft 2004 - U20-Junioren-Weltmeisterschaft 2005 - Weltmeisterschaft 2009 - Olympischen Winterspielen 2010 - Weltmeisterschaft 2011 | - Weltmeisterschaft 2012 - Weltmeisterschaft 2013 - Olympischen Winterspielen 2014 - Weltmeisterschaft 2015 - World Cup of Hockey 2016 - Weltmeisterschaft 2019 |

(Legende zur Spielerstatistik: Sp oder GP = absolvierte Spiele; T oder G = erzielte Tore; V oder A = erzielte Assists; Pkt oder Pts = erzielte Scorerpunkte; SM oder PIM = erhaltene Strafminuten; +/− = Plus/Minus-Bilanz; PP = erzielte Überzahltore; SH = erzielte Unterzahltore; GW = erzielte Siegtore; 1 Play-downs/Relegation; Kursiv: Statistik nicht vollständig)